# Лу Карколь
Лу Карколь (окс.  Lou carcolh) — во французском фольклоре гигантское брюхоногое чудовище, совмещающее в своём облике черты дракона (змея) и улитки и обитающее в подземельях города Астенг.

## Описание
Лу Карколь обладает змееподобным телом, покрытым шерстью и слизью, но защищён непробиваемой улиткообразной раковиной, служащей также для запасания добычи и длинными, растяжимыми до нескольких миль, волосатыми щупальцами. Щупальца используются для убийства людей или скота путём как задушения, так и забивания. Также считается, что солнечный свет пугает улитку, поэтому она не показывается на поверхности.

## Легенды
Историй о Лу Карколе немного, так как видевшие его вблизи, скорее всего, погибли. Утверждается, будто многие ходили в пещеры под Астенгом за сокровищами, но лишь один человек вернулся оттуда. По его словам, он видел, как Карколь пьёт воду. Также, по легенде, улитко-дракон мало ползает, предпочитая вытягивать свои щупальца и используя их как ловушку (наподобие росянки). За собой Лу Карколь оставляет слизь, от которой трава становится коричневой. Не рекомендуется ходить там, где ползал Лу Карколь.